# فيرفيو (ألبرتا)
فيرفيو هي بلدة تقع في شمال ألبرتا في كندا في قلب دولة السلام . تقع على بُعد 82 كيلومتر (51 ميل) جنوب غرب بلدة نهر السلام و 115 كيلومتر (71 ميل) شمال غراند بيراري عند تقاطع الطريق السريع 2 والطريق السريع 64A.
تعد بلدة فيرفيو واحدة من أكثر مجتمعين مختلفين في ألبرتا يطلق عليهما اسم فيرفيو . قرية فيرفيو في جنوب ألبرتا هي الأقل شهرة بين الاثنين. 

## جغرافية

### مناخ
فيرفيو ذو مناخ قاري رطب ( تصنيف مناخ كوبن Dfb ).
| البيانات المناخية لـ{{{location}}} | البيانات المناخية لـ{{{location}}} | البيانات المناخية لـ{{{location}}} | البيانات المناخية لـ{{{location}}} | البيانات المناخية لـ{{{location}}} | البيانات المناخية لـ{{{location}}} | البيانات المناخية لـ{{{location}}} | البيانات المناخية لـ{{{location}}} | البيانات المناخية لـ{{{location}}} | البيانات المناخية لـ{{{location}}} | البيانات المناخية لـ{{{location}}} | البيانات المناخية لـ{{{location}}} | البيانات المناخية لـ{{{location}}} | البيانات المناخية لـ{{{location}}} |
| الشهر                              | يناير                              | فبراير                             | مارس                               | أبريل                              | مايو                               | يونيو                              | يوليو                              | أغسطس                              | سبتمبر                             | أكتوبر                             | نوفمبر                             | ديسمبر                             | المعدل السنوي                      |
| ---------------------------------- | ---------------------------------- | ---------------------------------- | ---------------------------------- | ---------------------------------- | ---------------------------------- | ---------------------------------- | ---------------------------------- | ---------------------------------- | ---------------------------------- | ---------------------------------- | ---------------------------------- | ---------------------------------- | ---------------------------------- |
| [بحاجة لمصدر]                      |                                    |                                    |                                    |                                    |                                    |                                    |                                    |                                    |                                    |                                    |                                    |                                    |                                    |

## تاريخ

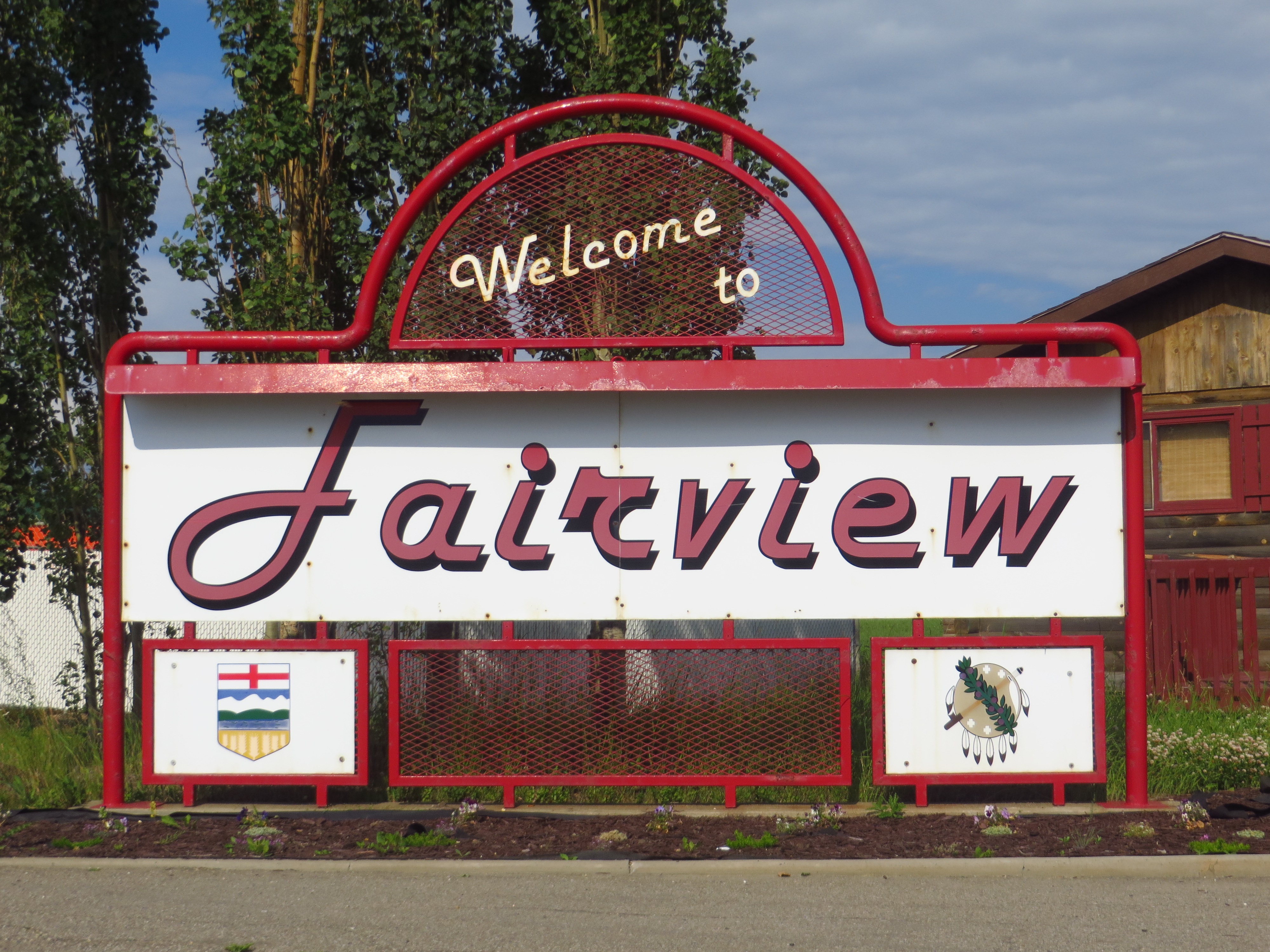
لافتة ترحب بالسائقين في مدينة فيرفيو.

في عام 1928، امتد خط السكة الحديد غربًا من وايتلو عبر محمية بيفر الهندية حتى حقل قش حيث أُنشئت قرية فيرفيو. انطلق أول قطار إلى فيرفيو في 2 نوفمبر 1928. ثم دُمجت كقرية في 22 أبريل 1929. في عام 1949، دُمجت القرية في بلدة فيرفيو. 

## التركيبة السكانية
في تعداد السكان لعام 2016 الذي أجرته هيئة الإحصاء الكندية، سجلت بلدة فيرفيو عدد سكان يبلغ 2,998 نسمة يعيشون في 1,251 من إجمالي 1,363 مسكنًا خاصًا.-5.2% التغير عن سكانها في 2011 والبالغ عددهم 3,162 نسمة. بمساحة 11.36 كيلومتر مربع (4.39 ميل2) ، كان لديها كثافة سكانية تبلغ263٫91/كم2 (683٫5/ميل2) في عام 2016. 
في تعداد عام 2011، بلغ عدد سكان مدينة فيرفيو 3162 نسمة يعيشون في 1266 من إجمالي 1,322 مسكنًا، أي بنسبة -4.1 ٪ عن عدد سكانها لعام 2006 البالغ 3297. بمساحة 11.3 كيلومتر مربع (4.4 ميل2)، كان لديها كثافة سكانية تبلغ279٫8/كم2 (725/ميل2) في عام 2011. 
كان متوسط دخل الأسرة في عام 2005 لـفيرفيو 56,954 دولارًا، وهو أقل من متوسط مقاطعة ألبرتا البالغ 63,988 دولارًا. 

## الحكومة
بلدة فيرفيو يحكمها رئيس البلدية (جورد ماكلويد) وستة أعضاء مجلس.  فيرفيو هي جزء من الدائرة الانتخابية الفيدرالية بيس ريفر- ويستلوك، ويمثلها في مجلس العموم أرنولد فيرسين من حزب المحافظين الكندي. على مستوى المقاطعات، تعد فيرفيو جزءًا من الدائرة الانتخابية لـ سنترال بيس نوتلي ويمثلها تود لووين من حزب المحافظين المتحد في الجمعية التشريعية .

## الفنون والثقافة
تستضيف فيرفيو الأحداث التالية:
- معرض جمعية الزراعة
- مهرجان فيرفيو آند ديستريكت ليونز كلوب السنوي القديم لموسيقى الريف
- مسابقة Waterhole السنوية برو روديو وباريد [10]
- رأس السنة الميلادية الأوكرانية [11]
- معرض بيس كلاسيك ويلز للسيارات
- مهرجان نهاية الصيف السنوي [12]
- الكرة الفوج خدمات الطوارئ

## تعليم
يوجد في فيريفيو عدة مدارس، بمَ في ذلك:
- مدرسة سانت توماس مور الكاثوليكية (K-12)
- مدرسة EE Oliver (K-6)
- مدرسة فيرفيو الثانوية (٧-١٢)
- كلية غراندي برايري الإقليمية - GPRC (حرم فيرفيو) ، المعروف سابقًا باسم معهد شمال ألبرتا للتكنولوجيا (NAIT) ، والذي كان موجودًا سابقًا باسم كلية فيرفيو (ما بعد الثانوية).